# Cadetti dello spazio
Cadetti dello spazio (Space Cadet) è un romanzo di fantascienza per ragazzi del 1948 di Robert A. Heinlein. Narra di un giovane che si arruola nella Pattuglia dello Spazio per aiutare a preservare la pace nel sistema solare.
La storia traspone un tipico romanzo di formazione da accademia militare ambientandolo nello spazio: un ragazzo dello Iowa va alla scuola per ufficiali, vive azione e avventura, si carica sulle spalle responsabilità che vanno ben oltre la sua esperienza, divenendo un uomo.
Fu pubblicato come secondo romanzo della serie di romanzi per ragazzi di Heinlein e ha ispirato l'impero mediale di Tom Corbett, Space Cadet, compresa la serie televisiva degli anni cinquanta e quella radiofonica che resero "cadetto dello spazio" un'espressione familiare il cui significato è poi entrata nella cultura di massa.
La traduzione in italiano di Ettore Settanni fu pubblicata per la prima volta nel 1952.

## Trama
Nel 2075 l'adolescente Matt Dodson chiede l'ammissione alla prestigiosa Pattuglia dello spazio. Dopo un gran numero di prove fisiche, mentali ed etiche, viene accettato come cadetto. Il giovane stringe amicizia con i compagni reclute William 'Tex' Jarman, il venusiano di nascita Oscar Jensen e Pierre Armand da Ganimede. Il suo primo compagno di camera è Girard Burke, l'arrogante figlio di un ricco costruttore astronavale. Matt e i suoi compagni vengono trasferiti nella nave scuola orbitante PRS James Randolph per continuare l'addestramento.
Burke infine si dimette o è invitato ad andarsene, entrando nel servizio mercantile, ma i restanti si comportano abbastanza bene da venire assegnati alle navi di pattuglia operative. Dodson, Jarman e Jensen vengono imbarcati sulla Aes Triplex. La loro prima vera missione è quella di aiutare a trovare una nave di ricerca dispersa, la Pathfinder, nella Fascia principale degli asteroidi. La trovano, ma tutti a bordo sono morti, sfortunate vittime di un asteroide in rapido movimento che aveva perforato lo scafo quando la porta blindata della camera di compensazione esterna era aperta. Prima dell'incidente, un ricercatore sulla Pathfinder aveva trovato prove che il pianeta esploso formando gli asteroidi era stato abitato da una specie intelligente e che l'esplosione era stata di origine artificiale. Il capitano della Aes Triplex trasferisce metà dell'equipaggio nella Pathfinder riparata cosicché possa prendere la nave e riferire rapidamente le notizie della nuova sorprendente scoperta sulla Terra. Con i membri rimanenti (inclusi i tre cadetti) continua nel suo pattugliamento.
Egli poi riceve un messaggio urgente con l'ordine di investigare su un incidente su Venere. Invia il tenente Thurlow e i cadetti sulla superficie del pianeta. Il lander prende terra su una dolina, dando all'equipaggio a malapena il tempo di uscire prima di scomparire nel fango. Con Thurlow comatoso, ferito alla caduta del lander, Jensen assume il comando. Prende contatti con i senzienti Venusiani, in genere amichevoli, ma l'intero gruppo viene preso prigioniero. Ben presto scoprono il perché.
Questi particolari nativi non avevano mai visto esseri umani prima, fino a quando il vecchio compagno Burke si era presentato con una nave di prospezione. Aveva preso in ostaggio la matriarca del clan locale quando questa si era rifiutata di dargli il permesso di sfruttare un ricco giacimento di minerali radioattivi. I locali avevano attaccato prontamente la nave uccidendo il suo equipaggio; Burke era riuscito a inviare un messaggio di aiuto prima di essere fatto prigioniero.
Jensen si guadagna abilmente la fiducia della matriarca e la convince che i suoi compagni sono, a differenza di Burke, onorevoli e civili, così i membri della Pattuglia vengono rilasciati. Né il lander, né la nave di Burke sono in grado di decollare. Con loro grande sorpresa, la matriarca conduce gli umani bloccati a una vecchia astronave conservata con cura, l'Astarte, la mitica prima nave a partire per Venere più di un secolo prima e che si pensava fosse andata perduta in viaggio. Secondo il registro, l'equipaggio perì di malattia. Con l'aiuto dei nativi, i cadetti riattivano la nave e fanno ritorno alla civiltà (umana) alla colonia al Polo Sud di Venere. Dodson rimane inizialmente deluso quando non vengono trattati come eroi, ma poi si rende conto che quello che hanno compiuto è stato semplicemente quello che ci si aspettava dai membri della Pattuglia.

## Ambientazione, contesto culturale e temi
Il governo mondiale della Terra ha affidato alla Pattuglia dello Spazio il monopolio delle armi nucleari e ci si aspetta che mantenga una minaccia credibile di farli precipitare sulla Terra dall'orbita come deterrente contro la rottura della pace. Matt, in una visita a casa, provoca una discussione in famiglia quando i suoi genitori si rifiutano di credere che la Pattuglia, e in particolare il loro figlio, potrebbero effettivamente bombardare lo Iowa.
I cadetti sono tenuti a rinunciare alla fedeltà ai loro rispettivi Paesi e sostituirla con quella a un'alleanza più ampia per l'umanità nel suo insieme e per le specie senzienti del Sistema solare. Gli vengono narrate le storie di quattro eroi/martiri della Pattuglia che esemplificano questa qualità. Uno di loro, Rivera, dà ordine di annientare la sua città natale anche se è tenuto prigioniero lì durante i negoziati. Heinlein ha in seguito ampliato un altro di questi aneddoti ne La lunga guardia (The Long Watch).
Il giovane e idealista Matt sente che dovrebbe essere in grado, in caso di necessità, di emulare Rivera e distruggere il suo natale Iowa. Suo padre gli dice una tale necessità non potrebbe mai verificarsi, dato che la fedeltà cosmopolita della Pattuglia è poco più di una farsa e in realtà è controllato dalla "Federazione Nord Americana" e serve i suoi interessi. In seguito, il mentore di Matt nella Pattuglia gli fa capire che, se dovesse sorgere un tale improbabile dilemma, il suo comandante lo confinerebbe nella sua stanza, piuttosto che aspettarsi che lui partecipi all'attacco. Il mentore utilizza questo scenario per forzare Matt a confrontarsi in modo più maturo con le questioni personali e politiche riguardanti il controllo istituzionale delle armi atomiche.
Scritto quasi un decennio prima del movimento americano per i diritti civili, e in un momento in cui personaggi non bianchi erano quasi del tutto assenti dalla fantascienza, il romanzo esplora anche il tema del razzismo, sia in senso letterale, nelle discussioni circa la composizione razziale cosmopolita della Pattuglia (interamente maschile), sia metaforicamente, nella sua descrizione del conflitto con i Venusiani. Venere è descritto (in base alle errate conoscenze dell'epoca) come un pianeta intensamente caldo e paludoso, ma abitabile. I Venusiani sono in un primo momento ritenuti primitivi, ma in seguito si rivela che essi possiedono un elevato livello di sofisticazione tecnologica, anche se sviluppata secondo linee radicalmente diverse rispetto a quelle degli esseri umani.
C'è anche una sottotrama che ruota attorno alla questione di ciò che significa essere un buon soldato. Scoraggiato dalle esigenze intellettuali del suo addestramento nella Pattuglia, e attratto dal fascino e spirito di corpo dei Marines, Matt chiede un trasferimento, ma è sconsigliato dal suo mentore. Il mentore, dividendo motivazioni umane in tre tipi, spiega che la Pattuglia, che ha la responsabilità di detenere l'arma definitiva e mantenere la pace globale, è presidiata da un certo tipo di persona, l'uomo di ideali (il suo motto è Quis custodiet ipsos custodes?). Al contrario i Marines, il ramo del servizio che si occupano di affari militari ordinari, sono addestrati a premiare la fedeltà incondizionata e il coraggio come i più alti ideali, e sono volutamente reclutati dal tipo di persona che cerca la gloria e l'eccitazione. Matt appartiene alla prima categoria. Il servizio mercantile, implicitamente, è una terza categoria, per quelli motivati da preoccupazioni economiche, dove Burke si colloca.
Il romanzo contiene una prima descrizione di un telefono cellulare.

## Critica
Recensendo i romanzi per ragazzi di Heinlein, Jack Williamson caratterizzò Cadetti dello spazio come "un grande passo avanti. ... I personaggi sono più forti [e] lo sfondo è attentamente costruito, originale e convincente, la storia possiede abbastanza suspense." Williamson ha osservato che Heinlein stava "perfezionando la forma del bildungsroman che plasma tutta la serie."
P. Schuyler Miller ha dato del romanzo una recensione favorevole come di "un romanzo storico di prim'ordine del prossimo futuro", affermando che "Il dettaglio scientifico è stato intessuto così sottilmente con trama e azione che il lettore non si rende conto di come sia stato faticosamente elaborato.".

## Adattamenti
Il romanzo ispirò Joseph Greene di Grosset & Dunlap a sviluppare gli albi e strisce a fumetti, la serie televisiva e radiofonica e i romanzi di Tom Corbett, Space Cadet, popolari nei primi anni cinquanta. Greene aveva inizialmente presentato una sceneggiatura radiofonica per Tom Ranger and the Space Cadets il 16 gennaio 1946, ma è rimasta non messa in scena quando il romanzo di Heinlein venne pubblicato.
Dato che Greene aveva presentato il suo soggetto per Tom Ranger and the Space Cadets il 16 gennaio 1946, prima di Cadetti dello spazio di Heinlein del 1948, ma Heinlein influenzò l'evoluzione di Tom Ranger in Tom Corbett e lanciò la sua comune espressione per il titolo di allievo astronauta, entrambi condividono il credito per la popolarità dell'uso formale e in seguito gergale di "cadetto dello spazio".

## Influenza culturale
Le serie tv e radiofonica di Tom Corbett, Space Cadet resero "cadetto dello spazio" un'espressione familiare. Nel 1955 Jackie Gleason pronunciò la frase nella serie tv The Honeymooners in un episodio intitolato TV or not to TV, trasmesso per la prima volta il 1 ottobre 1955.
Il significato popolare di "cadetto dello spazio" in seguitò si spostò nella cultura di massa fuori dal contesto di "astronauta in addestramento" per indicare informalmente, dalla fine degli anni sessanta, una "persona eccentrica sconnessa dalla realtà", spesso alludendo implicitamente alla frequentazione con droghe allucinogene (benché dagli anni 2010 l'abuso di stupefacenti sia raramente implicito nella frase). Sia il significato di "astronauta in addestramento" sia di "persona considerata fuori dalla realtà" sono entrati nell'Oxford Dictionary of English, benché dal 2014 l'Oxford noti che in inglese americano la frase abbia recuperato anche la connotazione positiva intesa in origine da Heinlein e Joseph Greene: "Un entusiasta dei voli spaziali, tipicamente una persona giovane".
Si ritiene che il romanzo abbia avuto un'evidente influenza nella ideazione di Star Trek da parte di Gene Roddenberry; le numerose somiglianze sono state messe in rilievo col film Star Trek del 2009, che segue una storia simile a quella del romanzo, in cui un ragazzo dell'Iowa (il futuro capitano James T. Kirk) va alla scuola ufficiali della flotta spaziale, vive azione e avventure nello spazio, si fa carico di responsabilità molto superiori alla sua esperienza e diviene un uomo.

### Edizioni
- (EN) Robert A. Heinlein, Space Cadet, Scribner's, 1948.
- Robert A. Heinlein, Cadetti dello spazio, traduzione di Ettore Settanni, La Zebra 3, Bompiani, 1952.
- Robert A. Heinlein, Cadetti dello spazio, traduzione di Ettore Settanni, Tascabili Bompiani Ragazzi 15, Bompiani, 1979.